# Cecilia Pérez Flores
Cecilia Gabriela Pérez Flores (Zapopan, 1 de noviembre de 1991) es una deportista mexicana que compite en triatlón. Ganó dos medallas en los Juegos Panamericanos de 2019 y tres medallas en el Campeonato Panamericano de Triatlón entre los años 2015 y 2019.

## Palmarés internacional
| Juegos Panamericanos    | Juegos Panamericanos | Juegos Panamericanos | Juegos Panamericanos |
| Año                     | Lugar                | Medalla              | Prueba               |
| ----------------------- | -------------------- | -------------------- | -------------------- |
| 2019                    | Lima (Perú)          | Medalla de bronce    | Individual           |
| 2019                    | Lima (Perú)          | Medalla de bronce    | Relevo mixto         |
| Campeonato Panamericano |                      |                      |                      |
| Año                     | Lugar                | Medalla              | Prueba               |
| 2015                    | Monterrey (México)   | Medalla de oro       | Individual           |
| 2018                    | Brasilia (Brasil)    | Medalla de plata     | Individual           |
| 2019                    | Monterrey (México)   | Medalla de plata     | Relevo mixto         |